# Доганлар (стадіон)
«Борнова Доганлар Стадіум» (тур. Bornova Doğanlar Stadyumu) — футбольний стадіон у місті Ізмір, Туреччина, домашня арена ФК «Гезтепе».
Стадіон побудований протягом 2013—2016 років та відкритий 8 жовтня 2016 року. Будівництво було здійснене у три етапи. Після завершення другого етапу потужність арени становила 6 500 глядачів. За підсумками третього етапу будівництва потужність двох основних та додаткової трибун становить 12 500 глядачів. Над всіма трибунами споруджено дах. Освітлення арени забезпечують чотири освітлювальні щогли. Стадіон відповідає вимогам УЄФА. 